# کامپوبلو دی لیکاتا
کامپوبلو دی لیکاتا (به ایتالیایی: Campobello di Licata) یک کومونه در ایتالیا است که در استان آگریجنتو واقع شده‌است.

## خصوصیات
کامپوبلو دی لیکاتا ۸۰٫۹ کیلومترمربع مساحت و ۱۰٬۶۴۷ نفر جمعیت دارد و ۳۱۶ متر بالاتر از سطح دریا واقع شده‌است.